# Герб Западной Австралии
Герб Западной Австралии — официальный символ австралийского штата Западная Австралия. Утверждён 17 марта 1969 года.

## Описание
«For Arms: Argent on a base wavy Azure charged with a barrulet wavy Argent a Black Swan naiant proper. And for Crest: On a Wreath Or and Sable The Royal Crown between two Kangaroo Paw (Anigosanthos Manglesii) flowers slipped proper. And for Supporters: On either side a Kangaroo holding in the exterior fore-paw a Boomerang proper».
В серебряном поле чёрный лебедь натурального цвета, плывущий по синему волнистому основанию, обременённому серебряным повышенным волнистым поясом. Щит венчает чёрно-золотой бурелет, на котором покоится королевская корона между двух цветущих ветвей анигозантоса Мэнглза (Kangaroo Paw). Щитодержатели — два кенгуру, держащие по бумерангу, натурального цвета.

## Символика
Чёрный лебедь, основной символ герба, был широко распространён на территории штата, и у первых поселенцев был принят как неофициальная эмблема региона. Чёрный лебедь известен как эмблема колонии Суон-Ривер с 1830-х годов, когда. он появился на банкнотах, выпускаемых в поселении. Ранее неофициальный герб имел латинский девиз «Cygnis Insignis» (лат. «Отличается своими лебедями»), но его не использовали в официальном гербе.
Чёрный лебедь — официальная птица-эмблема штата, также как анигозантос Мэнглза — официальный цветок-символ.

## История
Герб штата был пожалован Елизаветой II королевским указом 17 марта 1969 года.
Также штат имеет право использовать свой знак (бейдж), который исторически предшествовал гербу. Официально знак был утверждён 27 ноября 1870 году, когда был принят флаг Западной Австралии, на котором был изображён жёлтый диск с чёрным лебедем. 